# Kinodot
Kinodot — независимый международный фестиваль экспериментальных фильмов, созданный в Санкт-Петербурге в 2012 году.

## История фестиваля
Фестиваль Kinodot был создан в 2012 году в виде онлайн-конкурса минималистичных короткометражных фильмов и специальных кино-программ. Конкурс проводился на сайте kinodot.com. За годы своего существования проект развился в независимый международный фестиваль экспериментального кино с конкурсными показами в кинотеатрах и на нетрадиционных площадках Санкт-Петербурга.

## Принципы фестиваля
Для отбора в программу фестиваля Kinodot, фильмы, присланные на конкурс, должны соответствовать как минимум одному из четырёх критериев: No Money / «Без денег» — фильмы, произведенные без бюджета; No Mumbling / «Без слов» — фильмы без диалогов и закадрового текста; No Music / «Без музыки» — фильмы без закадровой музыки; No Montage / «Без монтажа» — фильмы, снятые одним кадром.
В 2016 году Kinodot провёл два конкурса: в первый из них, «Наблюдатель», вошли документальные фильмы хронометражем до 40 минут, сделанные согласно принципам «Прямого кино» и соответствующие одному из четырёх критериев «без». Второй конкурс, ASAP (As Simple As Possible), что означает «так просто, как только возможно». Название конкурса основано на шутливом принципе Эйнштейна «Делай все так просто, как можешь, но не проще». В конкурс ASAP вошли короткометражки любого жанра, до 20 минут, также соответствующие одному из четырёх фестивальных критериев.
С 2017 года Kinodot проводит один конкурс — международный конкурс экспериментальных фильмов. «Фестиваль принимает фильмы, отвечающие хотя бы одному из данных критериев: без денег; без слов; без музыки; без монтажа — таким образом, конвенциональные работы освобождают путь формально более радикальным, поэтическим, зачастую любительским и другим фильмам, составляющим альтернативу элитарному канону фестивального кинопроката» (Яков Лурье, Glukk.com).